# Мина, Михаил Валентинович
Михаи́л Валенти́нович Ми́на (род. 1939) — биолог широкого профиля, ихтиолог и эволюционный биолог, доктор биологических наук, ведущий научный сотрудник ИБР РАН, бессменный член редакционной коллегии «Зоологического журнала» (ее основной рабочей группы с 1975 г.), заместитель главного редактора «Вопросов ихтиологии», лауреат премии имени И. И. Шмальгаузена (1998).

## Биография
Родился 1 июля 1939 года в Орджоникидзе (ныне Владикавказ, Северная Осетия). Отец, Валентин Николаевич Мина, по образованию агроном, герой Войны (был призван в 1941 и дошёл до Берлина) работал химиком, а затем почвоведом в Институте леса АН СССР.
С 1948 по 1978 годы семья жила в лесничестве, в 20 км от Москвы, на той земле которая когда-то принадлежала прабабушке Михаила Валентиновича (теперь это район «Рублевка»).
В 1961 году — окончил биолого-почвенный факультет МГУ, специальность «ихтиология».
С 1961 по 1963 годы — работал в должности младшего научного сотрудника во ВНИРО.
С 1963 по 1974 годы — работает младшим? а с 1974 по 1977 годы — старшим научным сотрудником в МГУ.
В 1967 году — защитил кандидатскую диссертацию.
В 1977 году — перешел в Институт биологии развития имени Н. К. Кольцова РАН — старшим научным сотрудником в лабораторию постнатального онтогенеза.
В 1987 году — защитил докторскую диссертацию (по специальности «ихтиология»), и переведен на должность ведущего научного сотрудника.

## Научная и общественная деятельность
Область научных интересов — возраст и рост рыб, популяционная биология и микроэволюция рыб.
Член редакционной коллегии журнала «Бюллетень Московского общества испытателей природы» (отдел биологический), бессменный член редакционной коллегии «Зоологического журнала» (ее основной рабочей группы с 1975 г.), заместитель главного редактора «Вопросов ихтиологии».
Автор более 160 научных работ, в том числе монографий: «Рост животных» (1976, в соавторстве с Г. А. Клевезаль) и «Микроэволюция рыб. Эволюционные аспекты фенетического разнообразия» (1986).

## Семья
Отец М. В. Мины происходил из старинного украинского рода, мать Елена Сергеевна (1898—1972) из семьи знаменитых негоциантов Карзинкиных.
- Дед — потомственный почётный гражданин Сергей Сергеевич Карзинкин (1869—1918) возглавлял правления Нижегородского городского ярмарочного товарищества и Общества для содействия русской промышленности и торговли; директор Торгово-промышленного товарищества Ярославской большой мануфактуры. Числился во 2-й гильдии московского купечества, был гласным городской Думы. Продолжив семейную традицию чаеторговли, Сергей Сергеевич создал фирму «С. С. Карзинкин, М. В. Селиванов и Ко». Владел гостиницей и рестораном в Москве, на Воскресенской площади (ныне на этом месте гостиница «Москва»)[5]. Входил в состав ЦК «Союза 17 октября». После революции потерял всё своё состояние и стал служащим Наркомпроса. Умер и похоронен в Киеве.
- Дядя — ихтиолог и гидробиолог, доктор биологических наук, действительный член Азербайджанской Академии наук Георгий Сергеевич Карзинкин[6].
- Жена — известный исследователь регистрирующих структур роста млекопитающих — д. б. н. Галина Александровна Клевезаль (27 мая 1939—11 июля 2021).

## Увлечения и интересы
Среди коллег Михаил Валентинович знаменит своим остроумием:
Один из лучших советских ихтиологов Михаил Валентинович Мина учил нас определять возраст рыб. Было это в 1973 году. Года за три до этого в серии "Знание" вышла брошюрка, написанная М.В.Миной и его женой Галиной Александровной Клевезаль и названная ими "Автобиография животных". Можете себе представить, как веселились знакомые этой ученой супружеской пары! Мы, студенты, даже жалели Мину – надо же так обмишулиться. И лишь потом, узнав Михаила Валентиновича поближе, я понял, что название книжки не было случайным промахом. Просто он не относился к тем скучным людям, которые занимаются наукой о животных "со звериной серьезностью". — С. Бывалов.
Будучи прекрасным рассказчиком и душой компании, в свободное время Михаил Валентинович пишет стихи, увлекается рыбалкой, утиной охотой, ходит на тягу. И в молодости, и сейчас любимый русский поэт — А. К. Толстой, из зарубежных — Р. Киплинг.
Широчайшая эрудиция, острый критический ум, удивительная память, прекрасное знание иностранных языков, современной статистики, остроумие и непреклонная принципиальность и всегда четко аргументированная последовательность в суждениях – эти качества Михаила Валентиновича, все вместе и каждое из них в отдельности, служат для нас недостижимым образцом. — Зоологический журнал.

## Награды
- Премия имени И. И. Шмальгаузена (1998) — за монографию «Микроэволюция рыб. Эволюционные аспекты фенетического разнообразия»
- Премия имени академика В. Е. Соколова (2005)
- Имеет звание «Почетный работник науки и высоких технологий Российской Федерации» (2022)[10]